# Syvmandsrugby under sommer-OL 2016 – Mændenes turnering
Mændenes syvmandsrugbyturnering ved Sommer-OL 2016 blev afholdt i Brasilien. Det blev holdt på Deodoro Stadium, en midlertidig udendørsstadion konstrueret som en del af Deodoro Moderne femkamp Park i Rio de Janeiro. Turneringen blev afholdt fra 9. august til 11. august 2016, som startende med puljekampe før finalerne med medaljenceremoni den 11. august. Legende i 2016 markerede den første gang, at syvmandsrugby har været spillet ved OL, og for første gang siden 1924, at enhver form for rugby har været spillet ved OL.
Fijis guldmedalje var den første olympiske medalje Fiji nogensinde har vundet ved et OL. Storbritannien vandt sølv og Sydafrika besejrede Japan og vandt bronzemedalje.